# 가미하야시촌
가미하야시촌(神林村)은 니가타현 이와후네군에 설치되었던 촌이다. 2008년 4월 1일에 무라카미시, 아라카와정·가미하야시촌·아사히촌·산포쿠정이 합병해 무라카미시가 되었다.

## 역사
- 1889년 4월 1일 -정촌제 시행과 함께 이와후네군 히라바야시촌, 시오야촌 간노촌이 성립하였다.
- 1901년 11월 1일 -
  - 히라바야시촌, 시오야촌이 합병해 히라바야시촌이 되었다.
  - 간노촌, 히가시칸노촌과 합병해 간노촌이 되었다.
- 1955년 1월 10일 - 히라바야시촌, 간노촌이 합병해 가미하야시촌이 성립하였다.
- 2008년 4월 1일 -  무라카미시, 아라카와정·아사히촌·산포쿠정과 합병해 새로운 무라카미시가 되었다.

## 교통

### 철도
- 동일본 여객철도
  - 우에쓰 본선

### 도로
- 니혼카이토호쿠 자동차도
- 국도 제7호선
- 국도 제290호선
- 국도 제345호선